# Unitat terminològica
En terminologia i lexicologia, una unitat terminològica és una unitat lèxica, clàssicament de caràcter nominal (és a dir, un substantiu o un sintagma nominal lexicalitzat), que posseeix un significat concret en un àmbit especialitzat determinat. La seua identificació és important per la lexicografia especialitzada i la producció de diccionaris terminològics.

## Definició
Cabré & Estopà (2005, p. 77) defineixen la unitat terminològica com una «unidad léxica, cuya estructura corresponde a una unidad léxica de origen o producto de la lexicalización de un sintagma, que posee un significado específico en el ámbito al que se asocia y es necesaria en la estructura conceptual del dominio de la que forma parte.» Aquestes autores precisen que tota unitat terminològica ha de complir tres condicions: 
1. Estructura
2. Especificitat semàntica
3. Necessitat en l'estructura conceptual.

En la teoria comunicativa de la terminologia, i en paraules de Cabré (2003, p. 183), les unitats terminològiques són alhora unitats de coneixement, unitats de llengua i unitats de comunicació. Per aquest motiu, la unitat terminològica té un caràcter polièdric, amb una component lingüística, una component cognitiva i una component sociocomunicativa. Així doncs, i per tal de diferenciar les unitats terminològiques d'altres unitats lèxiques en general, cal que complesquen una sèrie de condicions restrictives des del punt de vista cognitiu, lingüístic i comunicatiu. Des del punt de vista cognitiu, la unitat terminològica depèn del context temàtic i ha d'ocupar un lloc precís en l'estructura conceptual. A més, ha de tenir un significat explícitament fixat. Des del punt de vista lingüístic, a banda de seguir sovint estructures de formació i derivació determinats i fixats per l'especialitat, la unitat terminològica té un significat discret dins d'un subjecte especial i aquest significat pot ser extret de la unitat lèxica. Per acabar, pel que fa a la perspectiva comunicativa, la unitat terminològica apareix en el discurs especialitzat i el seu coneixement requereix un procés de formació i especialització (Cabré 2003, p. 184).
La unitat terminològica pròpiament dita forma part d'un concepte general més ampli anomenat de vegades unitat de significació especialitzada (USE). Les USE poden ser de distints tipus, incloent-hi les USE lèxiques nominals, les verbals, les adjectives o les adverbials, entre d'altres (Estopà 2013, p. 27). Quan ens referim a unitats terminològiques, ho fem típicament a USE nominals. Així doncs, podem dir que una unitat terminològica és una unitat de significació especialitzada nominal.

## Classificació
Les unitats terminològiques poden classificar-se en:
1. Unitats senzilles o monolèxiques: aquelles formades per un sol mot.
2. Unitats sintagmàtiques o polilèxiques: aquelles formades per més d'un mot, típicament substantiu + complement preposicional (p. ex. banda de conducció, banda de valència) o substantiu + complement adjectival (p. ex. ressonància magnètica nuclear). Tot i que la frontera pot ser de vegades poc clara, cal distingir entre les unitats polilèxiques pròpiament dites i les unitats fraseològiques, açò és, construccions lingüístiques típiques d'un llenguatge especialitzat determinat.

## Reconeixement d'unitats terminològiques
Per poder identificar el corpus terminològic d'una àrea especialitzada determinada, pas previ a la creació de qualsevol glossari o diccionari especialitzat (o diccionari terminològic), cal fer una extracció o buidatge terminològic dels textos especialitzats de l'àrea (escrits, però també orals). El buidatge terminològic pot ser o bé manual o bé automàtic, mitjançant l'ús d'aplicacions terminològiques (Estopà 2013, p. 27). Tot i els avanços en els darrers anys en aquest tipus d'aplicacions, el buidatge informatitzat segueix presentant problemes, sobretot pel que fa al reconeixement d'unitats polilèxiques.